# Złodzieje zapalniczek (album POE)
Złodzieje zapalniczek – drugi album duetu POE. Ukazał się 26 listopada 2010 roku nakładem wytwórni Asfalt Records.
Płyta nagrana przez Ostrego w 3 dni jako aftershock wspólnego koncertu O.S.T.R. (rap) i Emade (sampler) we wrocławskiej „Bezsenności”. Gościnnie udzielają się DJ Haem i Zorak (beatbox). Druga płyta zawiera instrumentalną wersję albumu. Okładka autorstwa SewerX.com (foto Laszlo Paprika).
Nagrania dotarły do 5. miejsca zestawienia OLiS i osiągnęły status złotej płyty.

## Lista utworów
Opracowano na podstawie materiału źródłowego.
| CD 1 1. „Wejście” – 1:00[A] 2. „Złodzieje zapalniczek” – 2:45 3. „Nadzieja” – 2:53 4. „Twarz” – 3:21 5. „Nie odejdę stąd” – 3:30[B] 6. „Ty znasz ten stan” – 3:38 7. „Nie szpan a szacunek” – 3:44[C] 8. „Szczery do bólu” – 4:11 9. „No kto?” – 4:13[D] 10. „POE” – 3:25[E] 11. „Raj młodocianych bogów 2” – 2:56[F] 12. „Wyjście” – 2:11 |  | CD 2 1. „Złodzieje zapalniczek” (Instrumental) – 2:46 2. „Nadzieja” (Instrumental) – 2:52 3. „Twarz” (Instrumental) – 3:21 4. „Nie odejdę stąd” (Instrumental) – 3:30 5. „Ty znasz ten stan” (Instrumental) – 3:38 6. „Nie szpan a szacunek” (Instrumental) – 3:41 7. „Szczery do bólu” (Instrumental) – 4:11 8. „No kto?” (Instrumental) – 4:13 9. „POE” (Instrumental) – 3:25 10. „Raj młodocianych bogów 2” (Instrumental) – 2:58 |

Notatki
- A^ W utworze wykorzystano sample z piosenki „Szef kuchni” w wykonaniu Fisza i Emade[7].
- B^ W utworze wykorzystano sample z piosenki „Nieważne ile” w wykonaniu Mariki[7]
- C^ W utworze wykorzystano sample z piosenki „Come Live With Me” w wykonaniu Dorothy Ashby[7]
- D^ W utworze wykorzystano sample z piosenki „Dizzy” w wykonaniu Hugo Montenegro[7]
- E^ W utworze wykorzystano sample z piosenki „Moje serce to jest muzyk” w wykonaniu Ewy Bem[7]
- F^ W utworze wykorzystano sample z piosenki „Ashley's Roachclip” w wykonaniu The Soul Searchers[7]